# Carmen Villalobos
Carmen Villalobos (n. 13 iulie 1983) este o actriță columbiană cunoscută pentru rolurile din La Tormenta, Amores de Mercado și Sin Senos no hay Paraíso. Cel mai recent rol jucat este cel din Mi Corazón Insiste… en Lola Volcán (Lola Volcán).

## Filmografie
| An        | Titlu                             | Rol                         |
| --------- | --------------------------------- | --------------------------- |
| 2013-2015 | El Señor de los Cielos            | Leonor Ballesteros          |
| 2013      | Primer plano                      | Ea însăși                   |
| 2012      | Made in Cartagena                 | Flora María Díaz            |
| 2011      | Mi corazón insiste en Lola Volcán | María Dolores "Lola" Volcán |
| 2010      | Ojo Por Ojo                       | Nadia Monsalve              |
| 2009      | Niños Ricos, Pobres Padres        | Alejandra Paz               |
| 2008      | Sin Senos no hay Paraíso          | Catalina Santana            |
| 2007      | Nadie es eterno en el mundo       | Karen                       |
| 2006      | Amores de Mercado                 | Beatriz "Betty" Gutiérrez   |
| 2006      | Decisiones                        | Daniela                     |
| 2005      | La Tormenta                       | Trinidad Ayala              |
| 2005      | Decisiones                        | Natalia                     |
| 2004      | Dora, La Celadora                 | Catalina Urdaneta           |
| 2003      | Amor a la Plancha                 | Ernestina "Nina" Pulido     |
| 1999      | Club 10                           | Abi                         |